# Nototriton saslaya
Nototriton saslaya é uma espécie de salamandra da família Plethodontidae.
É endémica de Nicarágua.
Os seus habitats naturais são: regiões subtropicais ou tropicais húmidas de alta altitude.